# Aposición
En sintaxis, una aposición es una construcción con dos elementos gramaticales unidos, uno de los cuales especifica al otro.

## La aposición en español
En español es una construcción sintáctica que sirve para modificar los núcleos de sintagmas nominales. Hay que distinguir entre dos tipos de aposiciones literarias: la primera, cuando ambos términos tienen un mismo valor gramatical, como la aposición de sustantivo genérico a sustantivo genérico, de infinitivo a infinitivo, gerundio a gerundio, complemento a complemento, frase a frase. El segundo tipo designa los términos que tienen diverso valor gramatical: aposición de sustantivo genérico a sustantivo propio, de sustantivo a pronombre, adjetivo a sustantivo, participio a sustantivo, frase a sustantivo, etcétera.

### Aposición al sustantivo
Aquí, la aposición es un concepto expresado o modificado por los  de un sustantivo con otro sustantivo y entre ambos a veces mediante otros elementos (como preposiciones o artículos). Se colocan los dos sustantivos, uno a continuación del otro. El nombre en aposición puede ser un adjetivo, una frase sustantivada, un infinitivo, un adverbio o un gerundio.
Las aposiciones que estudia la gramática caben en uno de los tipos siguientes:  

#### Yuxtaposición de un sustantivo a otro
Por aposición se forman compuestos de dos sustantivos que se escriben juntos o separados, como aguanieve, casatienda o compraventa. La relación que guardan entre sí los dos sustantivos es de simple coordinación. En otros casos, el segundo va regido por el primero: bocacalle, puntapié.
Si un sustantivo aclara o precisa el concepto de otro sustantivo, se dice que va en aposición con él. En el soldado poeta el sustantivo poeta concreta la idea de soldado, atribuyéndole con carácter sustantivo cuanto contiene el concepto de poeta. Otros ejemplos: niño prodigio, sillón imperio, papel moneda, hombre orquesta.
La aposición puede ser especificativa o explicativa. Una antepuesta o pospuesta, con frecuencia sin marcas morfológicas es la aposición especificativa. En la aposición especificativa se adjetiva a veces el segundo elemento: un día perro, buque fantasma, noticia bomba.
Los nombres en aposición especifica pueden ser de distinto número y también de distinto género. Por ejemplo: niño probeta / niños probeta, niño prodigio / niños prodigio, noticia bomba / noticias bomba, punto clave / puntos clave, país hermano / países hermanos.

#### Reemplazo de adjetivo: Artículo indefinido + sustantivo + preposición "de" + sustantivo genérico calificado
- Un encanto de niño (por "un niño encantador"); un diablo de muchacho (por "un muchacho endiablado").

Si el sustantivo calificado es propio y no genérico, esta aposición es la única construcción posible, si bien con el artículo definido:
- El tonto de X.

#### Yuxtaposición de adjetivo sustantivado por el artículo definido, a un sustantivo propio
Esta aposición va unida sin preposición, ejemplo: su hija la dentista, o bien entre comas: Juan, el hijo de Luisa, es listo; Felipe el hermoso.

#### Construcción pleonástica: sustantivo "inútil" precedido de artículo definido + preposición "de" + sustantivo que cuenta
la ciudad de Madrid, el mes de marzo

#### Yuxtaposición de sustantivo propio a otro genérico con artículo definido (al cual especifica)
el río Tajo, los montes Pirineos, tu hermano Pedro, el emperador Constantino
- Con "de" expletivo:

la plaza España (o la plaza de España), el teatro Colón (o teatro de Colón).

#### Pausa marcada en la escritura
Separación de dos términos, de los cuales uno es explicativo del otro. Es la aposición pospuesta, separada por comas y concordando con el sustantivo de referencia en el caso es la aposición explicativa. Los nombres en aposición explicativa suelen separarse en la escritura con una coma, y en la recitación con una leve pausa, sobre todo si van acompañados de algún determinativo: mi primo José, el veterinario; mis compañeros, felices por verme; Madrid, capital de España

### Aposición al pronombre
Salvo las aposiciones del infinitivo y de la frase, el pronombre personal, tácito o expreso, puede recibir las mismas aposiciones del sustantivo.

#### Aposición del sustantivo al pronombre
En los siguientes versos de Tirso de Molina, los sustantivos subrayados son epítetos o modificaciones explicativas del pronombre personal yo sobreentendido: 
```
              
Mozo
, estudié,
              
hombre
, seguí el aparato 
              de la guerra, y ya 
varón
 
              las lisonjas de palacio.
              
Estudiante
 gané nombre,
              esta cruz me honró 
soldado
, 
              y 
cortesano
 adquirí
              hacienda, amigos y cargos. 
              
Viejo
 ya, me persuadieron
              mis canas y desengaños
              a la bella retirada
              de esta soledad, descanso 
              de cortesanas molestias (...)
```

Así, estos sustantivos adquieren el carácter de la aposición literaria como aposiciones al pronombre yo (tácito por lo general en español).

### Aposiciones al pronombre contenido en un posesivo
En español no es posible reducir los posesivos de primera y segunda persona a un complemento con preposición y término y decir, por ejemplo, en lugar de mi casa o tu casa, la casa de mí o de ti; sin embargo, en el posesivo de tercera persona, en el cual no cabe equívoco, tal cosa es posible, pues su casa puede ser la casa de él, de ella, de ellos, de ellas, de usted y de ustedes. Cualquiera que sea la corrección del idioma, en todo posesivo hay contenido un pronombre. Así como podemos hablar de aposiciones al pronombre acusativo o dativo, también existen aposiciones al pronombre término de un complemento sustantivo con la preposición de, complemento al que en última instancia equivale todo posesivo. 

#### Ejemplos
Las siguientes son frases con diversas aposiciones (participios, gerundios, sustantivos...) al pronombre contenido en los posesivos de las diversas personas: 
- "Arrebatado en sus opiniones exclusivas, si bien justas, su exaltación inutilizó y malogró casi siempre la pureza de sus intenciones" (Mariano José de Larra).

- "El domador de leones, Augusto, esperaba impaciente su turno" (Anónimo).

- "Mal remis de mon indisposition de Toulon, la fatigue avait entretenu mon malaise" (Gide).

Este tipo de aposiciones pueden escribirse, o no, separadas por comas.

### Aposición al verbo
Un verbo en tiempo conjugado puede recibir en aposición otro verbo en su mismo tiempo; un gerundio otro gerundio, y un infinitivo otro infinitivo o sustantivo.

#### Aposición del verbo conjugado al verbo conjugado
En la frase de Baroja "Subían, bajaban, tenían alternativas de éxitos y fracasos", entre subían y bajaban hay un asíndeton u omisión de la conjunción: Baroja podría haber escrito subían y bajaban. En cambio entre bajaban y tenían alternativas, etcétera, no hay asíndeton: tenían alternativas, etcétera, equivale al conjunto de los dos verbos anteriores, a los cuales se une en aposición.

### Aposición a la frase
Dos son los tipos de aposiciones que puede recibir la frase u oración, bien sea independiente o subordinada: 
- La de otra frase u oración
- La del sustantivo

#### Aposición de la frase a la frase
- Doble ejemplo de completivas directas en aposición:

"... si oyese decir que el final de su obra es inverosímil, que el amor no mata a nadie, puede responder que es un hecho consignado en la Historia, que los cadáveres se conservan en Teruel, y la posibilidad en los corazones sensibles" (Larra).
- Dos oraciones independientes:

"Je criai de saisissement, une femme crie toujours" (Colette).

#### Aposición del sustantivo a la frase
Es la misma aposición del sustantivo al infinitivo; sólo que ahora el verbo está conjugado:
- "Yo quería, ante todo, dar cumplimiento a la misión que llevaba, y no vacilé, aun cuando suponía llena de riesgos aquella ruta, cosa que con los mayores extremos corfirmó el guía: un viejo aldeano con tres hijos mozos en los ejércitos del señor Rey Don Carlos" (Valle Inclán).

### Aposición al adverbio
La categoría gramatical del adverbio puede cumplir una serie de funciones dentro de un análisis sintáctico. 